# Nemertesia elongata
Nemertesia elongata is een hydroïdpoliep uit de familie Plumulariidae. De poliep komt uit het geslacht Nemertesia. Nemertesia elongata werd in 1930 voor het eerst wetenschappelijk beschreven door Totton. 